# Alpendorada, Várzea e Torrão
Alpendorada, Várzea e Torrão é uma freguesia portuguesa do município de Marco de Canaveses, com 16,82 km² de área e 8055 habitantes (censo de 2021). A sua densidade populacional é 478,9 hab./km².

## História
Foi criada aquando da reorganização administrativa de 2013, resultando da agregação das antigas freguesias de Alpendurada e Matos, Várzea do Douro e Torrão.

## Demografia
A população registada nos censos foi:
| Distribuição da População por Grupos Etários | Distribuição da População por Grupos Etários | Distribuição da População por Grupos Etários | Distribuição da População por Grupos Etários | Distribuição da População por Grupos Etários | Distribuição da População por Grupos Etários |
| -------------------------------------------- | -------------------------------------------- | -------------------------------------------- | -------------------------------------------- | -------------------------------------------- | -------------------------------------------- |
| Antes da agregação                           |                                              |                                              |                                              |                                              |                                              |
| Ano                                          | 0-14 anos                                    | 15-24 anos                                   | 25-64 anos                                   | >= 65 anos                                   | Total                                        |
| 2001                                         | 1839                                         | 1308                                         | 4076                                         | 623                                          | 7846                                         |
| 2011                                         | 1637                                         | 1225                                         | 4731                                         | 892                                          | 8485                                         |
| Após a agregação                             |                                              |                                              |                                              |                                              |                                              |
| Ano                                          | 0-14 anos                                    | 15-24 anos                                   | 25-64 anos                                   | >= 65 anos                                   | Total                                        |
| 2021                                         | 1181                                         | 1015                                         | 4573                                         | 1286                                         | 8055                                         |